# Вілліам Ремі
Вілліам Ремі (фр. William Rémy, нар. 4 квітня 1991, Курбевуа) — французький футболіст, захисник клубу «Легія». Виступав, зокрема, за клуби «Ланс» та «Монпельє», а також юнацьку збірну Франції.
Володар Кубка Польщі. Чемпіон Польщі. 

## Клубна кар'єра
Народився 4 квітня 1991 року в місті Курбевуа. Футболом розпочав займатися в 2001 році в клубі «Сен-Мішель Спортс». Потім тренувався в ЕСА «Лінас-Монтері», однак у 2004 році перейшов у «Ланс». Протягом 6 років виступав у молодіжній команді клубу, допоки в жовтні 2008 року не зіграв 1 матч у Лізі 2 проти «Генгаму» (1:0). У сезоні 2010/11 років виступав в оренді в «Кретеї» (Національний чемпіонат), де зіграв 21 матч. Влітку 2012 року відхилив пропозицію нового контракту від «Ланса» та підписав 3-річну угоду з «Діжоном», де провів три сезони та зіграв 57 матчів у Лізі 2.
Напередодні початку сезону 2015/16 вільним агентом підписав контракт з «Монпельє». У Лізі 1 дебютував 29 серпня 2015 року в нічийному (0:0) поєдинку проти «Труа», з того часу почав регулярно виходити у стартовому складі. У січні 2017 року в програному (1:5) поєдику з «Марселем» отримав червону картку за гру рукою в штрафному майданчику, що призвело до взяття воріт після реалізованого пенальті. Під час його дискваліфікації команду очолив Жан-Луї Гассе, який не бачив його у складі команди та жодного разу не допускав до офіційних матчів. За каденції наступного тренера, Мішеля Тер-Закаряна, який продовжував перебудову основного складу, Вілліам виступав виключно за резервну команду. Восени 2017 року його виставили на трансфер.
У січні 2018 року підписав 3,5-річний контракт з варшавською «Легією», яку очолював Ромео Йозак. 9 лютого дебютував за варшавську команду в переможному (3:2) матчі 22-о туру Екстракляси проти «Заглембє» (Любін). Провів на полі всі 90 хвилин. 
11 березня 2018 року в поєдинку 27-о туру Екстракляси проти «Лехії» (Гданськ) відзначився дебютним голом у футболці варшавського клубу. Станом на 19 лютого 2019 року відіграв за команду з Варшави 24 матчі в національному чемпіонаті. 

## Виступи за збірні
У 2007—2010 роках виступав у складі юнацької збірної Франції у вікових категоріях U-17, U-18 i U-19. У 2008 році виступав юначьуому чемпіонаті Європи U-17 в Туреччині, де Франція дійшля до фіналу, в якому з рахунком 0:4 поступилася Іспанії. Ремі на турнірі зіграв у 4-х матчах та відзначився 1 голом. У фінальному матчі взяти участь не зміг через перебір жовтих карток. Взяв участь у 25 іграх на юнацькому рівні, відзначившись одним забитим м'ячем.

## Досягнення
Франція U-17
- Чемпіонат Європи
  -  Срібний призер (1): 2008

«Легія» (Варшава)
- Екстракляса
  -  Чемпіон (2): 2017/18, 2019/20

- Кубок Польщі
  -  Володар (1): 2017/18